# Wedtlenstedt
Wedtlenstedt è una località della Germania, frazione (Ortsteil) del comune di Vechelde, nel land della Bassa Sassonia.

## Storia
Già comune autonomo nel circondario di Braunschweig, fu soppresso e incorporato a Vechelde il 1º marzo 1974.